# Římskokatolická farnost Licibořice
Římskokatolická farnost Licibořice je územním společenstvím římských katolíků v rámci chrudimského vikariátu královéhradecké diecéze.

## O farnosti

### Historie
Kostel v Licibořicích existoval již před rokem 1350, kdy je doložena místní plebánie jako součást litomyšlské diecéze. Na přelomu 16. a 17. století byl kostel ve správě evangelíků, v pobělohorské období připadl zpět katolické církvi. V roce 1664 byla místní farnost přičleněna k nově zřízené královéhradecké diecézi.

#### Přehled duchovních správců
Po roce 1620 byla farnost spravována z Bojanova
- 1655 R.D. Matěj Josef Nespěšný
- 1671 R.D. Jiří Ignác Felix
- 1681 R.D. Václav Josef Kydlinský
- 1695 R.D. Jiří Slezina, S.J.
- 1701 R.D. František Antonín Pavlíček
- 1705 R.D. Mikuláš Lahoda
- 1707 R.D. Augustin František Rasel
- 1719 R.D. Tomáš Kovařík
- 1759 R.D. Felix Šebastián
- 1763 R.D. František Prokop Mareš

Roku 1776 byla v Licibořicích zřízena lokálie
- 1776–1803 R.D. Aleš Šafařík
- 1803– ??? R.D. Václav Červenka
- ???–1832 R.D. Antonín Pýra
- 1832–1843 R.D. František Vilímek
- 1843–1876 R.D. Jan Schirsch
- 1876–1877 R.D. Jan Vlah
- 1877–1882 R.D. Vincenc Kvapil
- 1882–1891 R.D. Josef Dvořák
- 1892–1899 R.D. Antonín Šklíba
- 1899–1901 R.D. Josef Jiříček
- 1901–1906 R.D. Václav Kolář
- 1906–1906 R.D. František Prokůpek
- 1906-1911 R.D. František Víša
- 1911–1912 R.D. Justin Zelenka
- 1912–1924 R.D. Josef Pavel
- 1924–1924 R.D. Jan Macek (* 7. března 1894 Krucemburk)
- 1924–1925 R.D. Josef Macek
- 1925–1929 R.D. Jan Macek
- 1929–1939 R.D. Josef Kulda, děkan (1870 – 2. června 1939 Licibořice)
- 1939–1939 R.D. Zllottý
- 1939–1942 R.D. František Jurák
- 1942–1943 R.D. Emil Záruba
- 1943–1948 R.D. Alois Řezníček
- 1948–1977 R.D. František Novák
- 1977–1982 R.D. Josef Jakubec (1932 – 15. února 1995 Praha)
- 1982–1987 R.D. Ludvík Phaifer
- 1987–1988 R.D. Eduard Seidl (administrátor ex currendo z Chrudimi)
- 1988–1990 R.D. Vladimír Matějka (1921 Hlinsko – 22. dubna 1990 Hradec Králové)
- 1990–2009 R.D. Mgr. Josef Němeček (1990–1995 administrátor, od roku 1995 farář) († 21. srpna 2009 Havlíčkův Brod)
- 2009–2016 R.D. PaedDr. Mgr. Jiří Vojtěch Černý, O.Melit. cap. Mag. (administrátor)
- 2016–2024 R.D. ICLic. Mgr. Štefan Brinda, Ph.D. (administrátor ex currendo z Bojanova)
- od roku 2024 R.D. Bogusław Piotr Partyka

### Současnost
Dne 1. ledna 2010 byla dříve samostatná farnost Práčov sloučená s licibořickou farností. Do roku 2016 měla farnost sídelního duchovního správce, mezi lety 2016–2024 byla administrována excurrendo z Bojanova, od 1. července 2024 je administrována ze Slatiňan.
| Kostel                             | Obrázek | Místo      | Bohoslužba                  | Bohoslužba                  | Poznámka        |
| ---------------------------------- | ------- | ---------- | --------------------------- | --------------------------- | --------------- |
| Kaple svatých Andělů strážných     |         | Deblov     | neslouží se pravidelně      | neslouží se pravidelně      | obecní kaple    |
| Kostel svatého Michaela Archanděla |         | Licibořice | neděle                      | 11.00                       | farní kostel    |
| Kostel svatého Jakuba Staršího     |         | Práčov     | o pouti a posvícení v 11.00 | o pouti a posvícení v 11.00 | filiální kostel |
| Kaple Nanebevzetí Panny Marie      |         | Trpišov    | neslouží se pravidelně      | neslouží se pravidelně      | obecní kaple    |